# Antonia Abraham
Antonia Francisca Abraham Schüssler (San Pedro de la Paz, 7 de julio de 1997) es un remera chilena. Ganadora de varios títulos a nivel sudamericanos, como los Juegos Suramericanos de 2018 y Juegos Bolivarianos de 2017.

## Biografía
Hija de Omar Abraham y Melita Schüssler, nació el 7 de julio de 1997, en San Pedro de la Paz, Concepción. Es una de los cuatrillizos junto a sus hermanos Melita Abraham, Alfredo Abraham e Ignacio Abraham, los cuales también se dedican al deporte del remo.
Antonia Abraham es actualmente atleta Red Bull.

## Trayectoria deportiva
Empezó a entrenar junto a sus hermanos luego de que un amigo de su hermano Ignacio lo invita a conocer el deporte del remo. Ha participado en la Copa del Mundo de Remo 2017 en Poznan, Polonia donde logró el cuarto lugar en la categoría W2- junto a su hermana Melita. Luego en el Campeonato Mundial Sub-23 de Remo 2017 en Plovdiv, Bulgaria logró el primer lugar en la misma categoría también junto a su hermana. Es múltiple medallista en los Juegos Suramericanos de 2018 y en los Juegos Bolivarianos de 2017.
En los Juegos Panamericanos de 2019, obtuvo dos medallas de oro: una en la categoría cuatro pares remos cortos junto a su hermana Melita, Isidora Niemeyer y Soraya Jadue, y con Melita en doble par remos largos. En septiembre de 2023, con Melita clasificaron a los Juegos Olímpicos de París 2024 tras meterse en semifinales de la categoría W2 en el par femenino en el Campeonato Mundial de Belgrado, donde finalizaron en el quinto lugar. En los Juegos Panamericanos de 2023, nuevamente compitiendo junto a su hermana, entre otras deportistas, Antonia obtuvo medallas de oro y plata, en el remo W4- y W2X, respectivamente.

## Palmarés
| Campeonato Mundial Sub-23 | Campeonato Mundial Sub-23 | Campeonato Mundial Sub-23 | Campeonato Mundial Sub-23 |
| Año                       | Lugar                     | Medalla                   | Prueba                    |
| ------------------------- | ------------------------- | ------------------------- | ------------------------- |
| 2017                      | Plovdiv, Bulgaria         | Medalla de oro            | W2-                       |
| 2018                      | Poznan, Polonia           | Medalla de bronce         | W2-                       |